# Hans Albert Rooschüz

Hans Albert Rooschüz 1885 als Corpsstudent

Hans Albert Rooschüz (* 10. April 1865 in Bern; † 1. Juli 1919 ebenda) war ein Schweizer Unternehmer und Mitgründer des Schweizer Chocoladen & Colonialhauses, des Stammhauses der Merkur Aktiengesellschaft, aus dem die spätere Valora Holding AG hervorging.

## Leben
Hans Albert Rooschüz wurde am 10. April 1865 in Bern als Sohn des aus Stuttgart stammenden Kaufmanns Georg Albert Ludwig Rooschüz geboren. Zum Wintersemester 1883/84 begann er ein Studium der Ingenieurwissenschaften an der Technischen Hochschule Berlin-Charlottenburg und wurde im gleichen Semester beim Corps Saxonia-Berlin aktiv. Nach Studium und kaufmännischer Ausbildung trat er in die väterliche Getränkefirma Müller & Rooschüz ein und übernahm deren Leitung. Mit einer Gruppe von innovativen Unternehmern gründete er 1905 in Olten das Schweizer Chocoladen & Colonialhaus, das unter der Leitung von Rooschüz als Merkur AG bis zu seinem Tode im Jahre 1919 rasch expandierte und ein Netzwerk von 130 Verkaufsstellen landesweit aufbaute. Die Merkur AG war die Vorläufergesellschaft der heutigen Valora Holding AG.
Hans Albert Rooschüz besass das Gesellschaftsrecht zu Mittellöwen.